# آندری کرافچوک
آندری کرافچوک (روسی: Андре́й Ю́рьевич Кравчу́к؛ زادهٔ ۱۳ آوریل ۱۹۶۲) کارگردان فیلم و فیلم‌نامه‌نویس اهل روسیه است.
کرافچوک کارگردانی فیلم‌هایی همچون دریابد بوده، وی همچنین برندهٔ جوایزی همچون جایزه نیکا شده‌است.